# Geraldo Scarpone Caporale
Geraldo D. Joseph Scarpone Caporale OFM (* 1. Oktober 1928 in Watertown; † 29. Oktober 2016) war ein US-amerikanischer Ordensgeistlicher und römisch-katholischer Bischof von Comayagua, Honduras.

## Leben
Geraldo Scarpone Caporale trat der Ordensgemeinschaft der Franziskaner bei und empfing am 24. Juni 1956 die Priesterweihe.
Papst Johannes Paul II. ernannte ihn am 15. Januar 1979 zum Koadjutorbischof von Comayagua. Der Apostolische Nuntius in Nicaragua und Honduras, Erzbischof Gabriel Montalvo Higuera, spendete ihm am 21. Februar desselben Jahres die Bischofsweihe; Mitkonsekratoren waren Héctor Enrique Santos Hernández SDB, Erzbischof von Tegucigalpa, und Óscar Andrés Rodríguez Maradiaga SDB, Weihbischof in Tegucigalpa.
Mit dem Tod Bernardino N. Mazzarellas OFM am 30. Mai 1979 folgte er ihm als Bischof von Comayagua nach. Am 21. Mai 2004 nahm Papst Johannes Paul II. seinen altersbedingten Rücktritt an.